# Dongping, Ruyuan
Dongping (kinesiska: 东坪) är en köping i sydöstra Kina. Den ligger i Ruyuan autonoma härad för yao-folket i staden Shaoguan i provinsen Guangdong, omkring 180 kilometer norr om provinshuvudstaden Guangzhou. Antalet invånare är 7 764. Befolkningen består av 3 729 kvinnor och 4 035 män. Barn under 15 år utgör 17,0 %, vuxna 15-64 år 73 %, och äldre över 65 år 9,0 %.